# Fossiler Haizahn

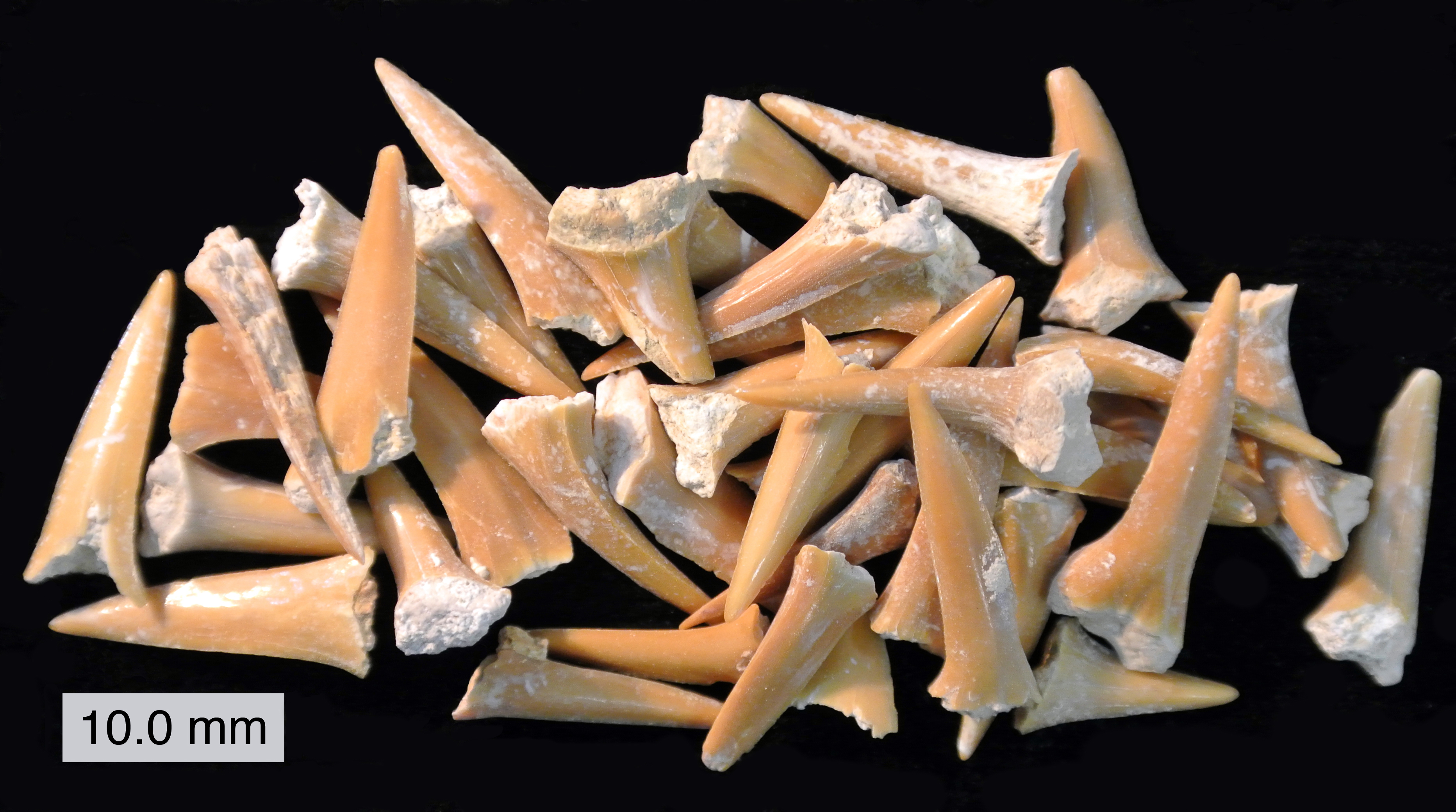
Fossile Haizähne

Fossile Haizähne sind – neben Wirbeln – meist die einzigen erhaltenen Fossilien ausgestorbener Haie. Da Haie wegen ihres Revolvergebisses eine große Zahl von Zähnen hervorbringen, gehören diese zu den besonders häufig gefundenen Versteinerungen.
Historische Bezeichnungen für fossile Haizähne sind Natternzungen, Otternzungen, Schlangenzungen, Vogelzungen, Zungensteine, Drachenzähne, Glossopetren, Ophioglossa, Steinzungen, Schlangensteine und Donnersteine.

## Erforschung und Verwendung

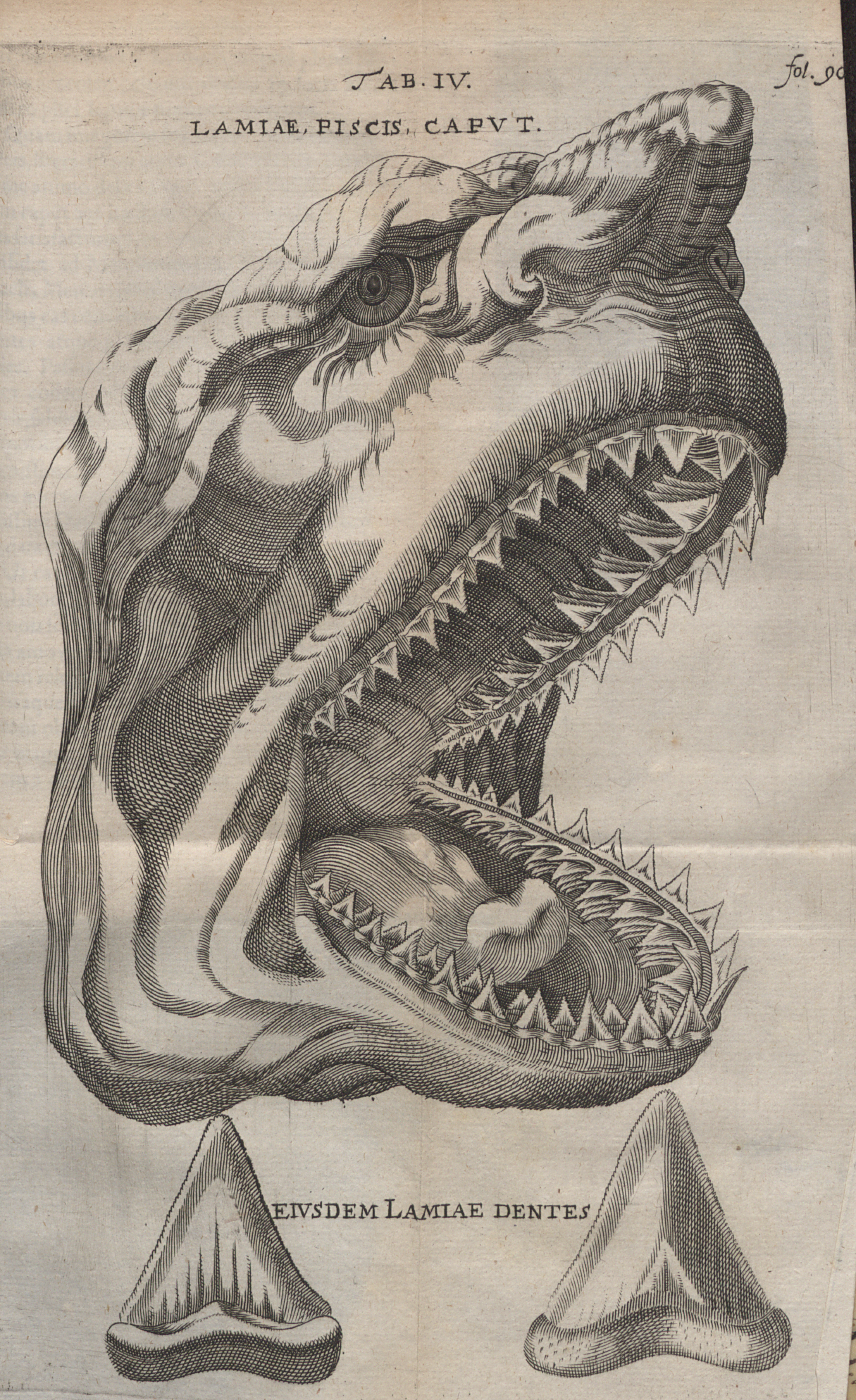
Nicolaus Stenos Bild, das die Ähnlichkeit von Natternzungen und modernen Haizähnen darstellt, in: Elementorum myologiae specimen, 1669

Fabio Colonna konnte bereits 1616 in seiner Abhandlung De Glossopetris Dissertatio zeigen, dass die vermeintlichen Natternzungen in Wahrheit Haizähne sind. Doch noch über das Ende des 17. Jahrhunderts hinaus hielt man die spitzen oder dreieckigen Fossilien von heller bis grau-schwärzlicher Farbe meistens für Naturspiele (Lusus naturae), für versteinerte Schlangenzungen oder aber für die Zähne von Drachen. Auch Conrad Gessner und Guillaume Rondelet bemerkten die Ähnlichkeit von Natternzungen und den Zähnen heutiger Haie. Mit Nicolaus Stenos 1667 erschienener Schrift Canis carchariae dissectum caput setzte sich dieses Wissen allgemein durch.

## Fundorte und Arten

Zahn von Squalicorax pristodontus

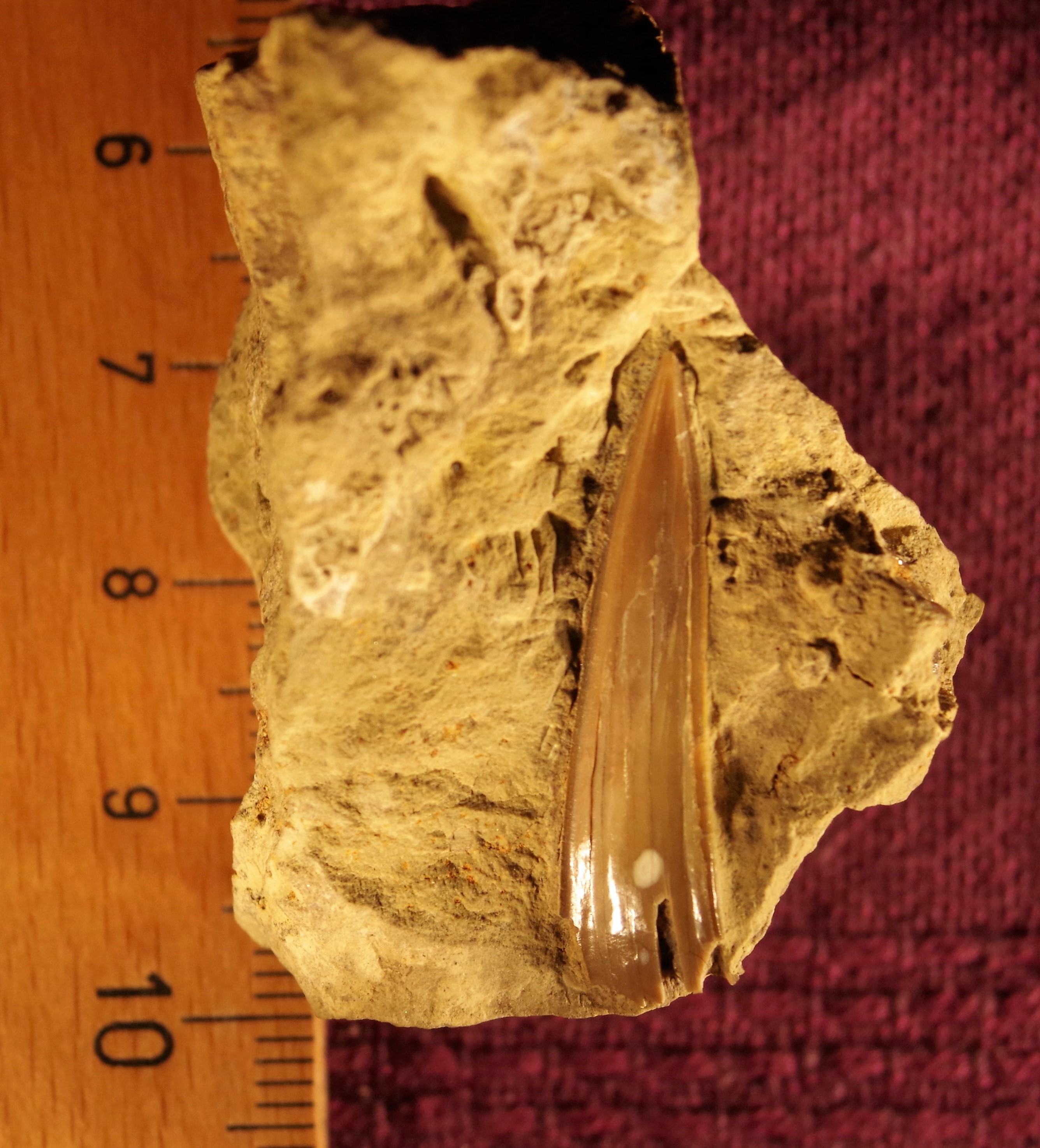
Fossiler Haizahn, Lamna, aus dem Bajocium des Klettgau

Es sind Fundorte in der ganzen Welt bekannt, die wichtigsten liegen in Marokko, Florida und in der Atacamawüste in Chile. Ein weiterer bekannter Fundort für fossile Hai- und Rochenzähne ist Cadzand, ein Ort im äußersten Südwesten der Niederlande. In Marokko werden zwischen 3 und 70 Millionen Jahre alte Haizähne in Khouribga beim „Plateau des Phosphates“ ausgegraben. Ihre Farbe erhielten sie von den Mineralien, die sie durchdrungen haben.

### Urtümliche Haiarten

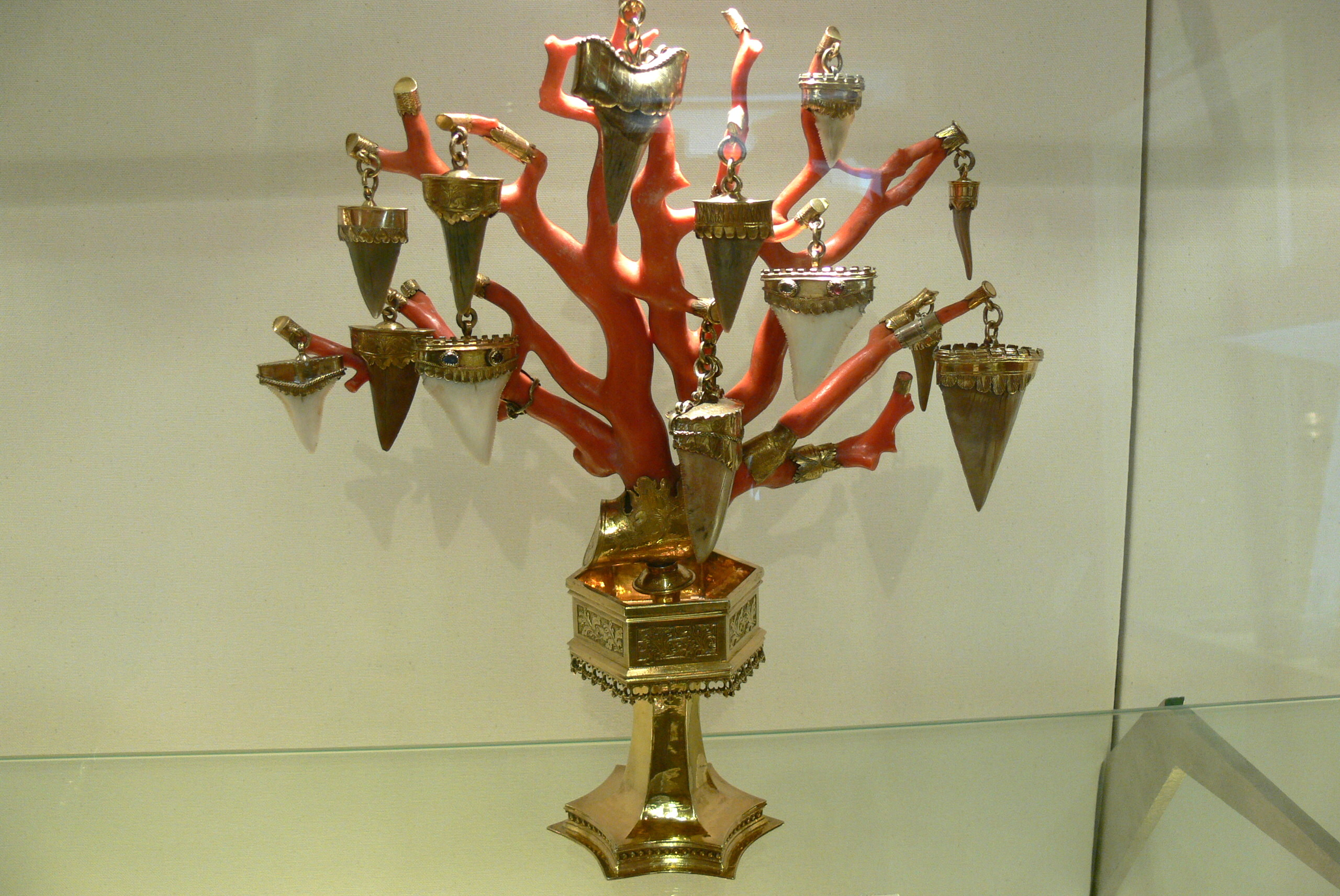
Natternzungenkredenz (Wiener Schatzkammer)

Squalicorax pristodontus (Fundort: Agassiz, 1843) besaß flache, dreieckige, bis maximal drei Zentimeter lange Zähne. Die Schneidekanten waren wie heute beim Tigerhai fein gezähnt. In der Kreidezeit war die Gattung Squalicorax weltweit verbreitet. In Amerika, Afrika, Japan, Australien, Indien, Russland, Nahost und Europa wurden versteinerte Zähne in den Sedimenten des Mesozoikums gefunden.
Megalodon (Carcharocles megalodon) lebte im Känozoikum und besaß die größten Zähne aller jemals lebenden Haie, welche bei Sammlern entsprechend begehrt sind.